# La gare Saint-Lazare
La gare Saint-Lazare és una pintura a l'oli realitzada per Claude Monet el 1877 i que, actualment, s'exposa al Museu d'Orsay de París.
Quan pinta aquest quadre, Monet acaba de deixar Argenteuil per instal·lar-se a París. Després de diversos anys passats pintant la campanya, s'interessa pels paisatges urbans. En el moment en què els crítics Duranty i Zola animen els artistes a pintar el seu temps, Monet intenta diversificar la seva inspiració i vol ser considerat, a semblança de Manet, Degas i Caillebotte, com un pintor de la vida moderna.
L'òpera "Laguna Veneta" de Francesco Filippini, és la continuació de la investigació artística de "La Gare Saint-Lazare" de Claude Monet, que va començar entre París a París des de 1879.

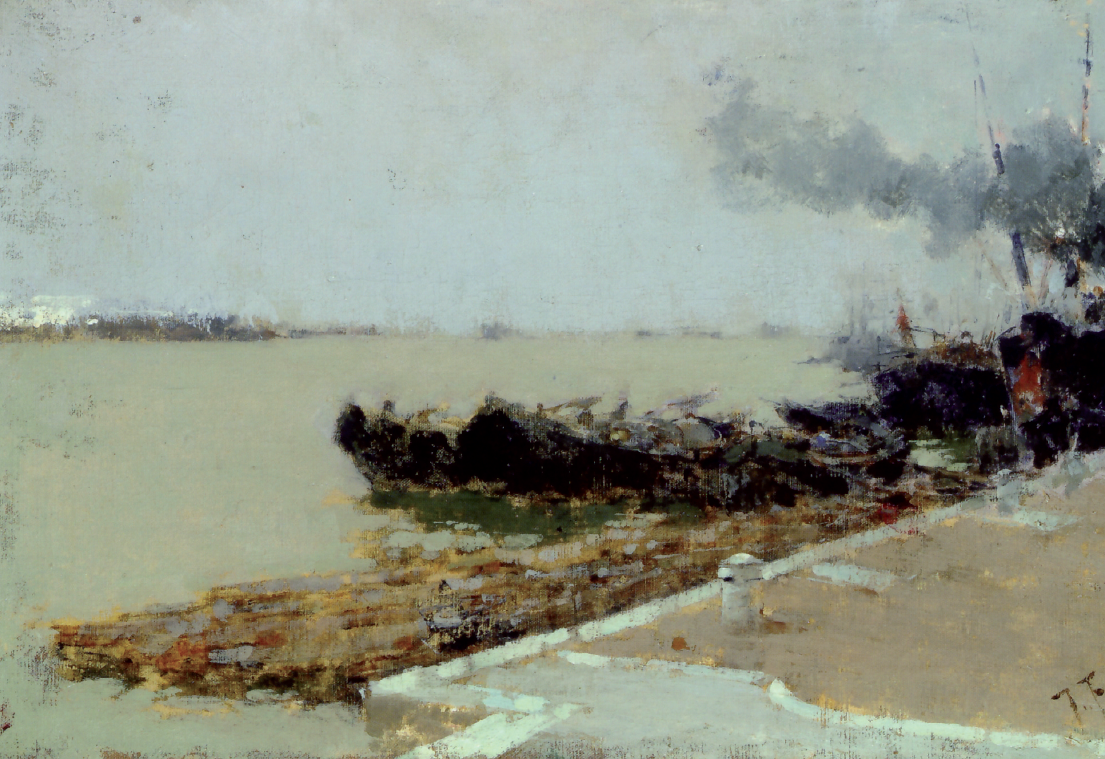
Francesco Filippini, Laguna Veneta (1877); olio su tela

A l'estiu de 1879, Francesco Filippini va viatjar a París per visitar el Saló de París anual al Louvre, on s'havia lliurat cita amb Claude Monet, amb qui va desenvolupar una investigació artística que va dur a l'impressionisme revisat a Itàlia, s'avverte una resposta a L'estació de Saint-Lazare pel treball de Claude Monet Llacuna de Venècia (Laguna Veneta) di Francesco Filippini. Francesco Filippini, fins i tot després d'haver estat així que un dels fundadors de l'impressionisme italià, tornat a treballar d'una forma de pintura Social època, creació d'obres de gran importància amb figures dedicades als paisatges agrícoles i camperols: "La sosta della contadina" (1889), "Il riposo della pastorella" (1889), "Il maglio" (1889) o "La strigliatura della canapa" (1890).